# Катастрофа DC-10 в Мехико
Катастрофа DC-10 в Мехико — крупная авиационная катастрофа, произошедшая ранним утром в среду 31 октября 1979 года. Авиалайнер McDonnell Douglas DC-10-10 авиакомпании Western Airlines выполнял плановый рейс WA2605 по маршруту Лос-Анджелес—Мехико, но при посадке в аэропорту Мехико в условиях тумана приземлился на закрытую на ремонт взлётную полосу и врезался в строительную технику, после чего опрокинулся и, пролетев несколько сотен метров, врезался в здание аэровокзала. В катастрофе погибли 73 человека — 72 человека на борту самолёта из 88 (75 пассажиров и 13 членов экипажа) и 1 человек на земле.
Катастрофа рейса 2605 наряду с ещё двумя крупными катастрофами DC-10, произошедшими в том же году (в Чикаго и в Антарктиде) значительно подорвала доверие к этому самолёту.

## Самолёт
McDonnell Douglas DC-10-10 (регистрационный номер N903WA, заводской 46929, серийный 107) был выпущен в 1973 году и первый полёт совершил 24 мая. 21 июня того же года был передан авиакомпании Western Airlines, в которой получил имя Night Owl. Оснащён тремя двухконтурными турбовентиляторными двигателями General Electric CF6-6D. На день катастрофы совершил 7345 циклов «взлёт-посадка» и налетал 24 614 часов 9 минут.

## Экипаж и пассажиры
Самолётом управлял опытный экипаж, состав которого был таким:
- Командир воздушного судна (КВС) — 53-летний Чарльз Гилберт (англ. Charles Gilbert). Очень опытный пилот, имел квалификацию пилота Boeing 707, Boeing 720, Lockheed L-188 Electra, Douglas DC-3, DC-6 и DC-7. Налетал свыше 31 500 часов, 2248 часов 38 минут из них на McDonnell Douglas DC-10. В должности КВС DC-10 выполнил 28 посадок в Мехико (из них 11 в сентябре и 4 в октябре 1979 года)[5].
- Второй пилот — 44-летний Эрнст Райхел (англ. Ernst Reichel). Опытный пилот, на пилота McDonnell Douglas DC-10 был квалифицирован 24 апреля 1978 года. На McDonnell Douglas DC-10 налетал 354 часа 3 минуты; общее количество лётных часов неизвестно. В должности второго пилота DC-10 выполнил 15 посадок в Мехико (11 в августе и 4 в октябре 1979 года)[3].
- Бортинженер — 39-летний Дэниэл Дж. Уолш-младший (англ. Daniel J. Walsh, Jr). Налетал свыше 4000 часов, 1390 часов 9 минут из них на McDonnell Douglas DC-10. В должности бортинженера DC-10 выполнил 6 посадок в Мехико (все в октябре 1979 года)[3].

В салоне самолёта работали 10 бортпроводников:
- Кэтлин Миллер (англ. Kathleen Miller), 25 лет.
- Рой Понд (англ. Roy Pond), 26 лет.
- Дональд Ричардс (англ. Donald Richards), 26 лет.
- Ларри Раундтри (англ. Larry Roundtree), 27 лет.
- Шэрон Р. Смит (англ. Sharon R. Smith), 21 год.
- Тереза Шугано Хэйли (англ. Teresa Sugano Haley), 26 лет.
- Реджайна Товар (англ. Regina Tovar), 24 года.
- Эдуардо Валенсия (англ. Eduardo Valencia), 27 лет.
- Вики Линн Дзида (англ. Vicki Lynn Dzida), 21 год.
- Джон П. Стокуэлл (англ. John P. Stockwell), 23 года.

| Гражданство | Пассажиры | Экипаж | Всего |
| ----------- | --------- | ------ | ----- |
| США         | 31        | 13     | 44    |
| Мексика     | 15        | 0      | 15    |
| Италия      | 1         | 0      | 1     |
| Гонконг     | 1         | 0      | 1     |
| Никарагуа   | 1         | 0      | 1     |
| Не указано  | 26        | 0      | 26    |
| Всего       | 75        | 13     | 88    |

## Хронология событий
McDonnell Douglas DC-10-10 борт N903WA выполнял плановый международный пассажирский рейс WA2605 из Лос-Анджелеса в Мехико. Рейс 2605 вылетел из Лос-Анджелеса в 01:40 CST (в 23:40 по местному времени), на его борту находились 75 пассажиров и 13 членов экипажа.
Полёт до Мехико прошёл без отклонений и вскоре из центра УВД в Мехико было дано указание переходить на связь с диспетчерским центром аэропорта Мехико. Перейдя на связь с аэропортом, экипаж получил информацию, что посадка будет выполняться на взлётную полосу № 23R (правая), а также сводку о погоде в аэропорту и условия посадки. Рейс 2605 занял глиссаду и начал снижаться к ВПП, когда авиадиспетчер предупредил, что посадка должна выполняться на ВПП № 23R и самолёт в данный момент находится левее её; пилоты подтвердили получение информации. По данным метеонаблюдений, в аэропорту Мехико в это время стоял густой туман и видимость иногда падала чуть ли не до нуля.
Диспетчер спросил у пилотов, видят ли они левее себя огни полосы, но с самолёта ответили отрицательно. Сами пилоты в это время выполняли заход на посадку по приборам, при котором вертикальный метеорологический минимум для данного аэропорта был установлен на высоту 180 метров. Если пилоты на такой высоте не видели ВПП, то они должны были прервать заход и набирать высоту 2600 метров; но пилоты рейса WA2605 после доклада о том, что они не видят ВПП, продолжили снижение к аэропорту. Затем экипаж услышал, что на самом деле лайнер садится на закрытую ВПП № 23L (левая), после чего секунды спустя задние стойки шасси коснулись земли, при этом левая стойка оказалась на траве, а правая на самом покрытии ВПП. Пробежав 100 метров, самолёт съехал с грунта на взлётную полосу, после чего пилоты резко увеличили режим двигателей и задрали нос самолёта вверх на 10°-11° для отрыва от земли и ухода на второй круг с заходом на нужную ВПП.
Но едва лайнер оторвался от полосы, его правая стойка шасси врезалась в гружённый землёй грузовик, стоявший слева от полосы. Удар полностью разрушил грузовик, его обломки разбросало по площади 400 на 100 метров; у самого лайнера полностью оторвалась правая стойка шасси, которая вместе с обломками грузовика протаранила крыло и оторвала правые закрылки. В результате подъёмная сила на правом крыле упала и лайнер, несмотря на то, что двигатели через 3 секунды перешли в максимальный режим, стал крениться вправо. Затем в 1500 метров от торца ВПП № 23L опустившееся вниз правое крыло самолёта врезалось в кабину экскаватора, стоявшего у правого края полосы; удар разорвал кабину экскаватора и часть правого крыла самолёта, при этом вытекшее из разорванных баков авиатопливо воспламенилось. Ещё сильнее кренясь вправо, в 2500 метрах от торца ВПП и в районе рулёжной дорожки «A» лайнер зацепил обломком правого крыла покрытие аэропорта, при этом разрушив несколько огней. Мчась по аэропорту, рейс WA2605 срезал угол ремонтного ангара, уничтожив несколько автомобилей, после чего врезался в фасад аэровокзала и полностью разрушился и сгорел; левое крыло с двигателем № 1 от удара оторвалось, перелетело через ограждение аэропорта и рухнуло на жилой дом.
В результате катастрофы лайнер McDonnell Douglas DC-10-10 борт N903WA почти полностью разрушился, относительно уцелело лишь хвостовое оперение. На земле была разбита строительная техника, повреждён ангар с несколькими автомобилями, повреждено здание аэровокзала и снесены некоторые пристройки, включая офисы авиакомпаний Eastern Air Lines и Pan American; также была снесена северная часть ограждения аэропорта и в самом городе был разрушен дом и срезаны несколько телефонных столбов. Пожарная станция аэропорта Мехико находилась всего в 100 метров от места катастрофы и аварийные службы быстро начали вести спасательные работы, позже к ним присоединились городские пожарные расчёты. Найденных выживших сразу отправляли в больницы на машинах скорой помощи.
В результате катастрофы на борту самолёта погибли 72 человека — 11 членов экипажа (все 3 пилота и 8 бортпроводников) и 61 пассажир; выжили 16 человек — 12 пассажиров получили тяжёлые ранения, а 2 бортпроводника (Ричардс и Валенсия) получили лёгкие ранения; ещё 2 пассажира не пострадали. Также на земле погиб водитель грузовика, то есть всего в катастрофе погибли 73 человека.
На тот момент (по числу погибших) это была вторая крупнейшая авиационная катастрофа в Мексике (после катастрофы Boeing 727 под Монтерреем, 79 погибших). В некоторых более поздних источниках сообщалось о 75 погибших.

## Расследование
Передняя часть самолёта полностью разрушилась при столкновении со зданием аэровокзала и последующем пожаре, из-за чего было невозможно определить работу ни одного прибора в кабине, систем самолёта, а также положения тумблеров и переключателей на пультах. Но бортовые самописцы уцелели, согласно записям которых на борту самолёта вплоть до момента катастрофы не было отказов двигателей или систем, которые могли бы привести к созданию аварийной ситуации. Полёт от Лос-Анджелеса до подхода к Мехико проходил без отклонений, на основании чего следователи сделали вывод, что самолёт был полностью исправен. Взлётная полоса № 5R/23L была закрыта на ремонт 19 октября 1979 года (за 12 дней до катастрофы), о чём в тот же день было сообщено в авиакомпанию Western Airlines, а там в свою очередь эту информацию довели до летающих в Мексику экипажей. К тому же авиадиспетчер также предупреждал пилотов, что посадка будет осуществляться на полосу № 23R, и те подтвердили получение информации.
Рейс 2605 выполнял нормальный заход на посадку, следуя точно на ВПП № 23R, когда после прохождения дальнего приводного радиомаяка «METRO ECO» и примерно за 51 секунду до катастрофы он внезапно начал отклоняться влево. Диспетчер предупредил пилотов об этом и те подтвердили, что поняли информацию, но курс захода на посадку при этом не исправили. Далее диспетчер спросил пилотов, видят ли они огни полосы, но ответ был отрицательный. Погодные условия в это время были хуже установленного минимума для посадки, но самолёт, снизившись до 240 метров, вошёл в туман, скрывшись из виду у диспетчеров на вышке аэропорта и, достигнув высоты принятия решения 180 метров, продолжил снижение.
Авиадиспетчер не давал разрешения на посадку, так как с самолёта не докладывали о наблюдении ВПП. Но как было позже определено из записей речевого самописца, в кабине в это время никто не контролировал показания приборов, в том числе не было контроля за высотой. В результате снижающийся рейс 2605 вскоре приземлился на левую сторону закрытой ВПП № 23L в сотне метров от центра. Экипаж перевёл двигатели на взлётный режим и те нормально достигли максимальной мощности. Пробежав по земле 224 метра, лайнер едва успел подняться в воздух, как врезался правой стойкой шасси в гружённый землёй грузовик и лишился стойки шасси и закрылок на правом крыле. Входя в неконтролируемый крен вправо, рейс WA2605 упал на аэропорт и, промчавшись по нему, врезался в здание аэровокзала, после чего разрушился и загорелся.
В окончательном отчёте расследования мексиканская комиссия пришла к мнению, что причиной катастрофы рейса WA2605 стали ошибки экипажа, который выполнял посадку с нарушением погодного минимума, без получения разрешения авиадиспетчера и с нарушением установленных процедур, в результате чего приземлился на закрытую взлётно-посадочную полосу.